# 大夫僎
大夫僎（?—?），名僎，春秋时期卫国人物。
僎本来是公叔文子（卫献公之孙公叔发）的家臣。公叔文子推荐僎，使之担任大夫，与自己一同位列卫国朝堂。这在等级森严的春秋时代非常难得，孔子听说了公叔文子举贤，赞扬他：“可以给公叔发“文”的谥号了。”《汉书·古今人表》将大夫僎列为中中第五等。